# DeShawn Shead
DeShawn Anthony Shead (* 28. Juni 1989) ist ein ehemaliger US-amerikanischer American-Football-Spieler und -Trainer auf der Position des Defensive Backs. Er spielte für die Seattle Seahawks, Detroit Lions und New Orleans Saints in der National Football League (NFL).

## College
Shead spielte College Football an der Portland State University (PSU). In allen vier Saisons am College wurde er zum besten Defensive Back der PSU gewählt.

## NFL
Am 29. April 2012 verpflichteten die Seattle Seahawks Shead als Undrafted Free Agent. Am 31. August 2012 wurde er entlassen. Am 1. September 2012 wurde Shead von den Seahawks für ihren Practice Squad verpflichtet. Am 27. November 2013 wurde er aus dem Practice Squad in den Hauptkader befördert. Zunächst war er vor allem auf der Position des Safety oder Nickelbacks aktiv, bevor er 2015 Cary Williams als Cornerback ersetzte. Im April 2016 unterschrieb er einen Exklusivvertrag bei den Seahawks. In der Saison 2016 war Shead neben Richard Sherman einer der beiden Starter. Trotz guter Leistungen wurde er nach der Saison in die Free Agency entlassen. Ab 17. März 2017 unterschrieb er einen Einjahresvertrag bei den Seahawks. Da sich Shead in der Playoff-Niederlage der Vorsaison eine Knieverletzung zuzog, verbrachte er einen Großteil der Saison 2017 auf der PUP-Liste. Nach zwei Operationen und mehreren Monaten der Rehabilitation wurde er vor dem 16. Spieltag wieder aktiviert. Aufgrund seiner langen Zeit auf der PUP-Liste war die NFL der Ansicht, dass sein Einjahresvertrag nicht ausgelaufen sei und er deshalb auch für die Saison 2018 bei den Seahawks unter Vertrag sei. Da dies den Ansichten der Seattle Seahawks und der Spielergewerkschaft widersprach und General Manager John Schneider Shead bereits mitgeteilt hatte, dass er Free Agent werde, entließen die Seahawks am 12. März 2018 Shead, um ihr Wort zu halten.
Am 14. März 2018 unterschrieb DeShawn Shead einen neuen Vertrag bei den Detroit Lions. Im Rahmen der finalen Kaderverkleinerung auf 53 Spieler vor Beginn der Regular Season wurde er entlassen. Am 19. September 2018 wurde er wieder verpflichtet. Am 29. Dezember 2018 wurde er auf der Injured Reserve List platziert. Nach der Saison wurde er zum Free Agent.
Ende Juli 2019 verpflichteten die Seahawks Shead erneut. Im Rahmen der finalen Kaderverkleinerung wurde er nach der Preseason entlassen. Am 25. Dezember 2019 wurde Shead von den New Orleans Saints verpflichtet. Nur drei Tage später wurde er bereits wieder entlassen.
Im März 2021 wurde Shead von den Seahawks als Assistenztrainer verpflichtet.